# Karwoche in Tarent

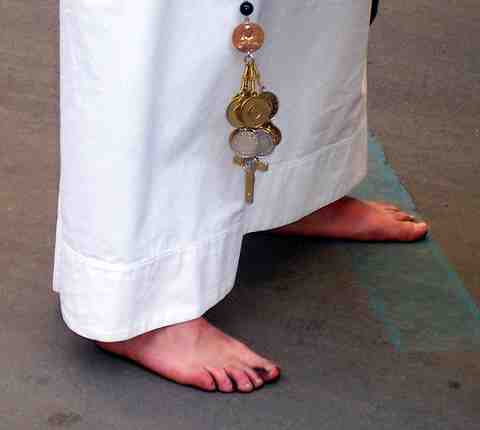
Barfüßige Perdoni

Die Riten der Karwoche (Settimana Santa) in Tarent, die am Palmsonntag beginnen, sind eine der wichtigsten Ereignisse, die sich in der süditalienischen Stadt abspielen.
An diesem Tag treffen sich die zwei wichtigsten Bruderschaften der Gemeinde Tarent, die der Addolorata (Schmerzensjungfrau) - (sie gehören der Kirche San Domenico in der Altstadt an) und die der Carmine (sie gehören der Kirche Madonna del Carmine an) zu einem „Wettbewerb“. Bei diesem „Wettbewerb“ wird bestimmt, wer die schweren Statuen der Prozession tragen wird und wer „Perdoni“ (Paare der Ordensbrüder, die paarweise aus der Mutterkirche treten; wörtlich: „die um Vergebung Bittenden“) sein wird. Die zwei Bruderschaften rufen außerordentliche Versammlungen ein, an denen normalerweise nur Ordensbrüder, die in keine Disziplinarmaßnahmen verwickelt sind, und die Gemeindeverwaltung teilnehmen können. Am Anfang der Versammlung schreibt der Sekretär oder der Prior die Versteigerung aus. Die Statue wird dem Ordensbruder, der am meisten bietet, zugeschrieben. Der Ertrag der Versteigerung wird im Laufe des Jahres zugunsten Wohltätigkeiten verwendet.

## Geschichte
Die Riten der Karwoche in Tarent gehen auf die Zeit der spanischen Herrschaft in Süditalien zurück. Sie wurden vom Taranter Patrizier Don Diego Calò eingeführt. Er ließ Ende des 17. Jahrhunderts in Neapel die Statuen des toten Jesus und der Schmerzensjungfrau anfertigen. 1765 schenkte der Tarenter Patrizier Francesco Antonio Calò, Erbe und Hüter der am Karfreitag stattfindenden Misteri-Prozession, die zwei obengenannten Statuen der Bruderschaft Carmine, um die Tradition, die ungefähr vor einem Jahrhundert begonnen hatte, fortzusetzen.

## Riten

### Die Perdoni

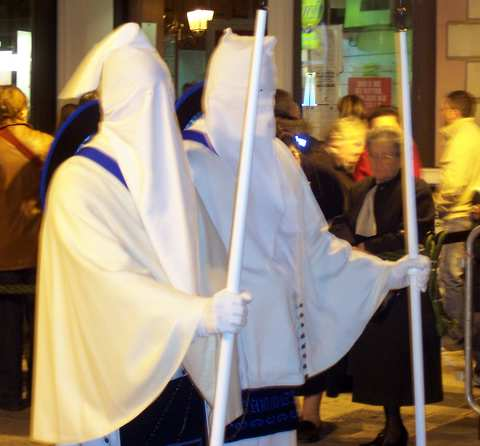
Perdoni - Karfreitagabend

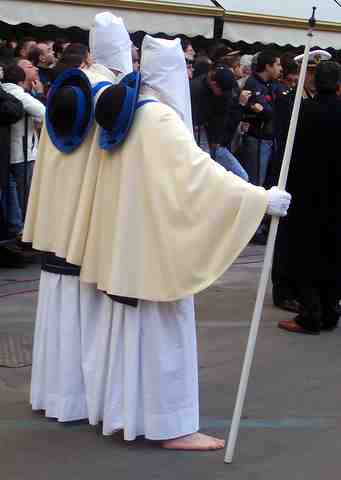
Perdoni

Die Perdoni sind Ordensbrüder der Kirche del Carmine, die am Nachmittag des Gründonnerstag paarweise aus der Mutterkirche kommen, um eine Wallfahrt zu den wichtigsten Kirchen des Borgo Antico und des Borgo Nuovo zu machen. Der Altar dieser Kirchen wird mit Blumen geschmückt und symbolisiert das Grabmal (Sepolcro) Jesu. Die Tradition schreibt vor, dass man eine ungerade Anzahl von Kirchen besichtigt.
Die Perdoni sind barfüßig und ihre Bekleidung besteht aus einem traditionellen weißen Messhemd, das in der Taille und an den Handgelenken verengt ist; ein schwarzer Rosenkranz mit einem Kruzifix hängen auf der rechten Seite des Messhemdes und an der linken Seite ist ein schwarzer Lederriemen, Symbol der Peitsche, befestigt. Auf einer cremefarbenen vorn geknöpften Mozzetta mit zwei Skapulieren kann man die mit hellblauer Seide aufgestickten Schriften Decor und Carmeli sehen. Zur Kopfbedeckung gehören eine weiße Kapuze mit zwei Löchlein in Augenhöhe; eine Dornenkrone auf dem Kopf und ein mit blauem Band eingefasster schwarzer Hut mit zwei herunterhängenden Bändern.
Die Perdoni, Erinnerung der Pilger, die sich nach Rom begaben, um die Verzeihung der Sünden zu erhalten, haben auch einen etwa zwei Meter hohen Stab, Symbol des antiken Pilgerstockes, bei sich.
Dieser feierliche Umzug der Perdoni ist die erste Handlung der Karwoche in Tarent, die die ganze Stadtbevölkerung mit einbezieht.

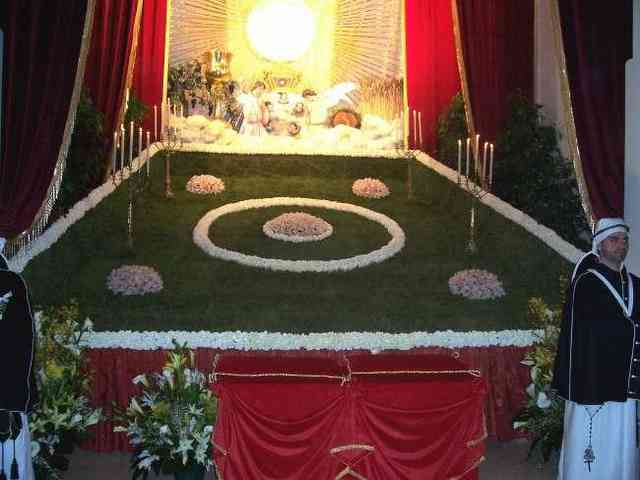
Sepolcri - Kirche San Domenico
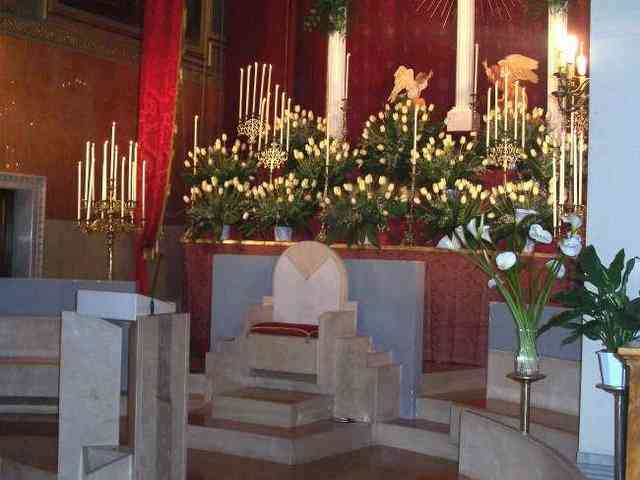
Sepolcri - Kirche San Francesco
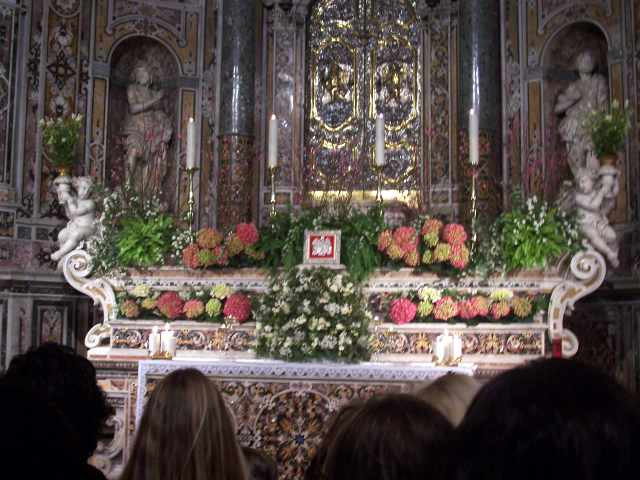
Sepolcri - Dom San Cataldo

### Die Prozession der Schmerzensjungfrau

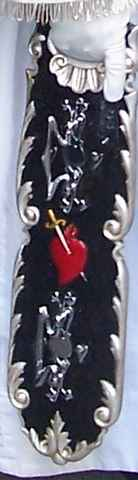
Troccola

Diese Prozession beginnt um Mitternacht von Gründonnerstag auf Karfreitag. Ausgangspunkt ist die Kirche San Domenico und zieht sich durch die Straßen der Altstadt (Borgo Antico) und des Borgo Nuovo nach folgendem Plan:
Chiesa San Domenico Maggiore - Pendio San Domenico - Piazza Fontana - Via Garibaldi - Discesa Vasto - Ponte Girevole - Via Archita - Via Margherita - Via Cavour - Via Anfiteatro - Via Berardi - Piazza Maria Immacolata - Sosta nell’Istituto Maria Immacolata - Via D’Aquino - Via Margherita - Ponte Girevole - Piazza Castello - Via Duomo - Chiesa San Domenico Maggiore.
Die Kleidung der Ordensbrüder besteht aus einem traditionellen in der Taille und an den Handgelenken verengtes Messhemd, einem schwarzen Rosenkranz mit Kruzifix, der an der rechten Seite herabhängt. Ein schwarzer Stoffgürtel mit vier Bändern an deren Enden zwei Quasten befestigt sind, hängen auf der linken Seite herab. Auf der linken Seite der schwarzen geknöpften Mozzetta befindet sich eine Metallplatte, auf der die Schmerzensjungfrau abgebildet ist. Ein schwarzer auf den Schultern ruhender Hut wird mit einem Band an der Taille befestigt. Zur Kopfbedeckung gehören eine weiße Kapuze mit zwei Löchlein in Augenhöhe und eine Dornenkrone.
Die Troccola (ein von Hand gearbeitetes rechteckiges Instrument aus Holz mit vier Eisengriffen, das geschüttelt wird und die Prozession ankündigt und deren Gang regelt. Sie wird benutzt, weil Glocken und Klingeln in der Karwoche verboten sind) eröffnet die Prozession und zwei Musikgruppen, die Trauermärsche spielen, folgen ihr.
- Troccola (eröffnet die Prozession)
- Musikgruppe, die Trauermärsche spielt
- Pesàre (Holztafeln, die von jungen Ordensbrüdern getragen werden; symbolisieren die gegen Jesus geworfenen Steine)
- Kreuz der Misteri
- Perdoni (4 Paare)
- 3. Kreuz
- Perdoni (4 Paare)
- 2. Kreuz
- Perdoni (4 Paare)
- 1. Kreuz
- Perdoni (2 Paare)
- Trono
- Schmerzensjungfrau
- Musikgruppe, die Trauermärsche spielt

- Mazze (2) (Sie sorgen für Ordnung während der Prozession und tauschen eventuell die Perdoni aus, wenn es nötig ist)

Nach einer kurzen Pause im Kloster Maria SS. Immacolata kehrt die Prozession am Karfreitag gegen 14 Uhr wieder in die Kirche San Domenico zurück.

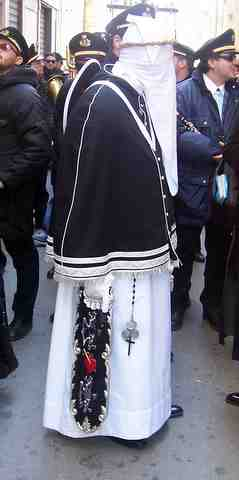
Troccolante der Addolorata-Prozession
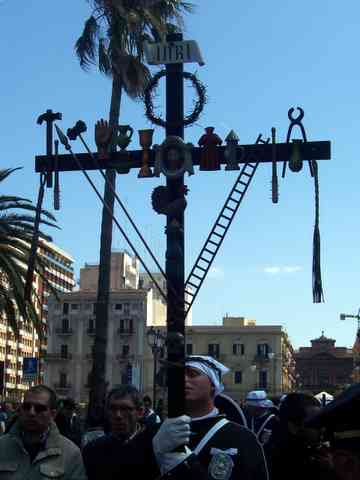
Kreuz der Addolorata-Prozession
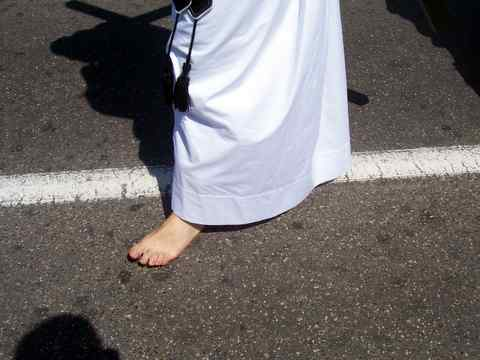
Perdone

### Misteri-Prozession

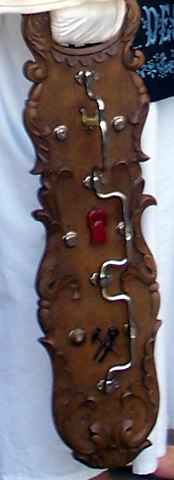
Troccola der Misteri-Prozession

Diese Prozession verlässt die Kirche Madonna del Carmine gegen 15 Uhr des Karfreitags und zieht durch die Straßen des Borgo nach folgendem Plan:
Chiesa del Carmine - Piazza Carmine - Via D’Aquino - Piazza Maria Immacolata - Via Di Palma - Via Regina Elena - Sosta nella chiesa di San Francesco di Paola - Via Anfiteatro - Via Massari - Piazza Carmine - Chiesa del Carmine.
Die Perdoni tragen Prozessionsstatuen, die die Passion Jesu symbolisieren, mit langsamen Schaukelbewegungen im Rhythmus der Trauermusik.
Die Prozession ist wie folgt zusammengesetzt:
Troccola (eröffnet die Prozession), Gonfalone der Bruderschaft, Kreuz der Misteri, Christus im Gemüsegarten, die Säule, der Ecce Homo (Jammergestalt), der Wasserfall, das Kruzifix, das Heilige Leichentuch, der tote Jesus, die Schmerzensjungfrau. Die Prozession wird von drei Musikgruppen, die Trauermärsche spielen, begleitet.
- Troccola (eröffnet die Prozession)
- Musikgruppe, die Trauermärsche spielt
- Gonfalone der Bruderschaft
- Kreuz der Misteri
- Perdoni (3 Paare)
- Christus im Garten
- Perdoni (3 Paare)
- Säule
- Perdoni (3 Paare)
- Ecce Homo (Jammergestalt)
- Perdoni (3 Paare)
- Wasserfall
- Perdoni (3 Paare)
- Kruzifix
- Perdoni (3 Paare)
- Heilige Leichentuch
- Musikgruppe, die Trauermärsche spielt
- Perdoni (3 Paare)
- toter Jesus
- Schmerzensjungfrau
- Musikgruppe, die Trauermärsche spielt

- Mazze (7) (Sie sorgen für Ordnung während der Prozession und tauschen eventuell die Perdoni aus, wenn es nötig ist)

Nach einem kurzen Aufenthalt in der Kirche San Francesco di Paola kehrt die Prozession am Karsamstag gegen 9 Uhr, nach zirka 16 Stunden, wieder in die Kirche del Carmine zurück und beendet somit die Riten der Karwoche.

#### Karfreitagabend

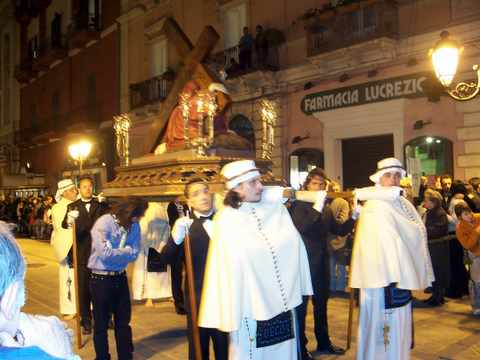
Misteri-Prozession - Wasserfall
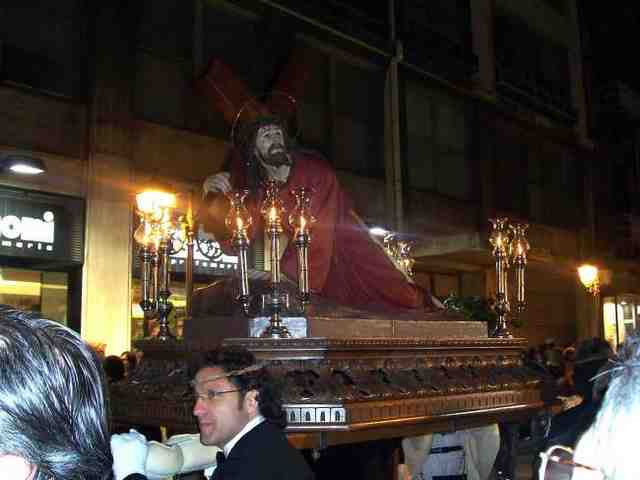
Misteri-Prozession - Wasserfall
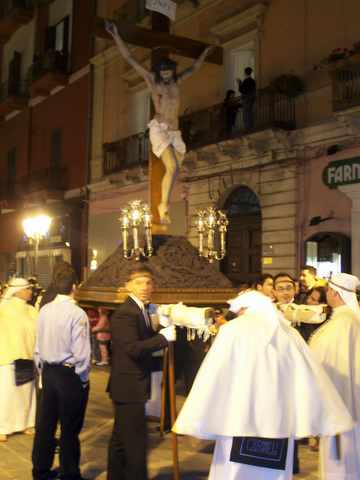
Misteri-Prozession - Kreuz
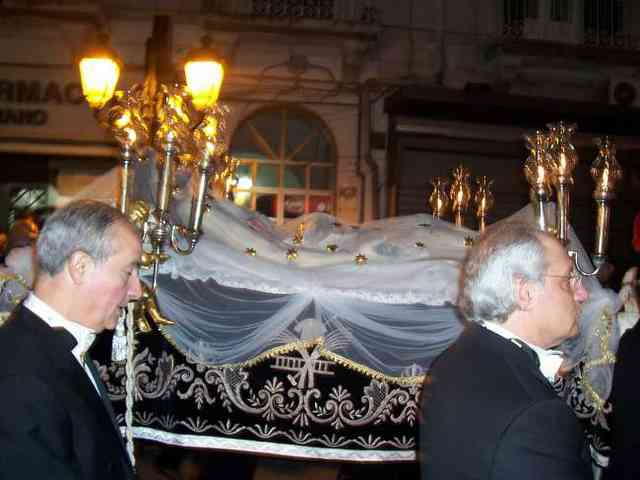
Misteri Prozession - toter Jesus

#### Karsamstagmorgen

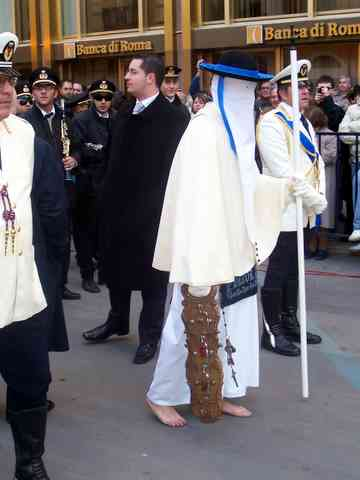
Misteri-Prozession - Troccolante
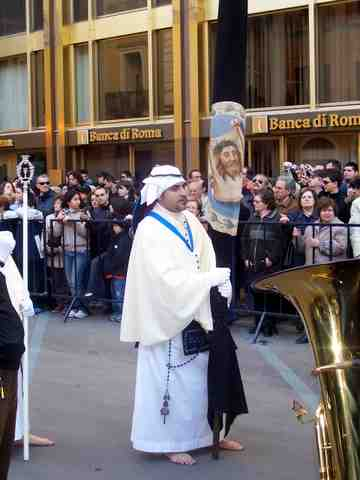
Misteri Prozession - Gonfalone
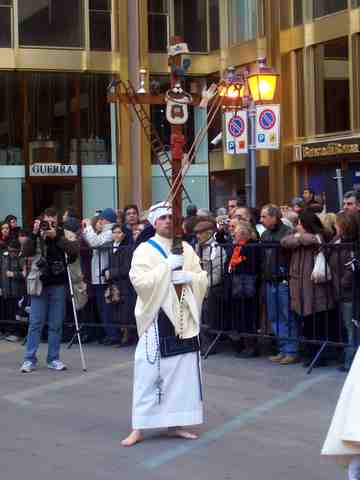
Kreuz der Misteri
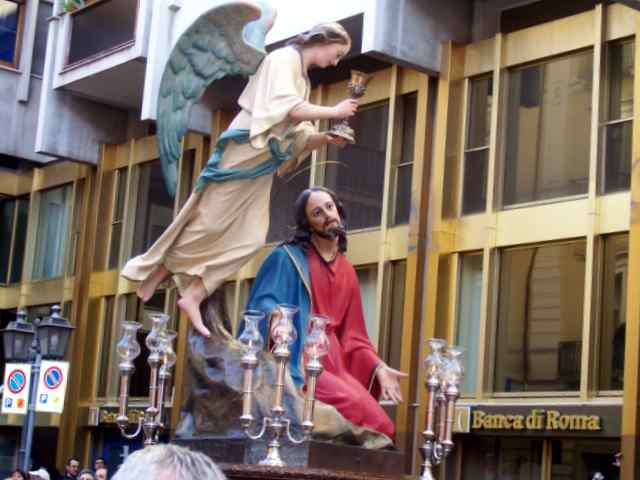
Christus im Garten
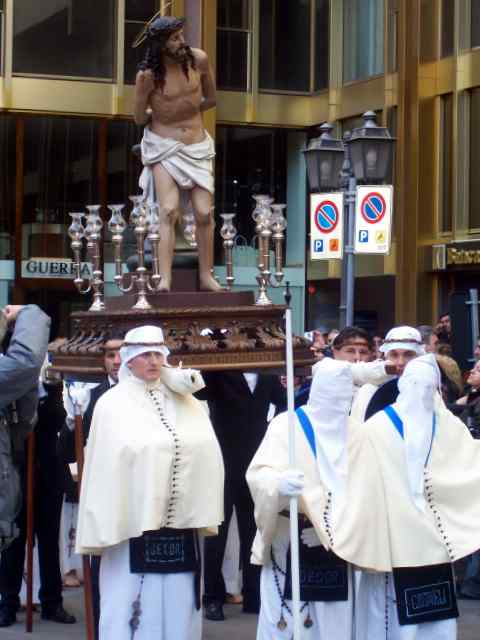
Säule
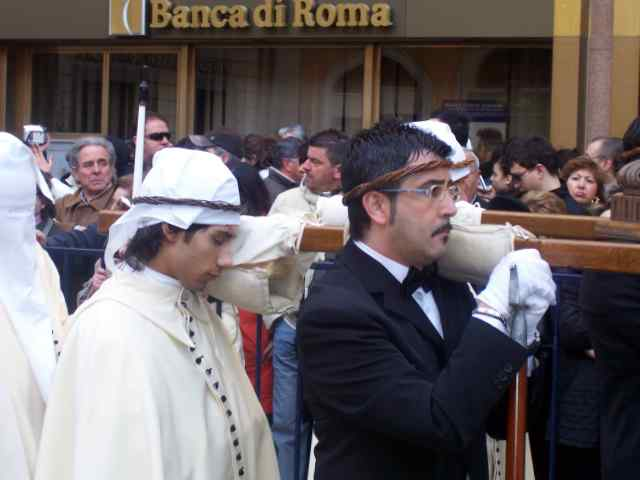
Erschöpfte Statuenträger
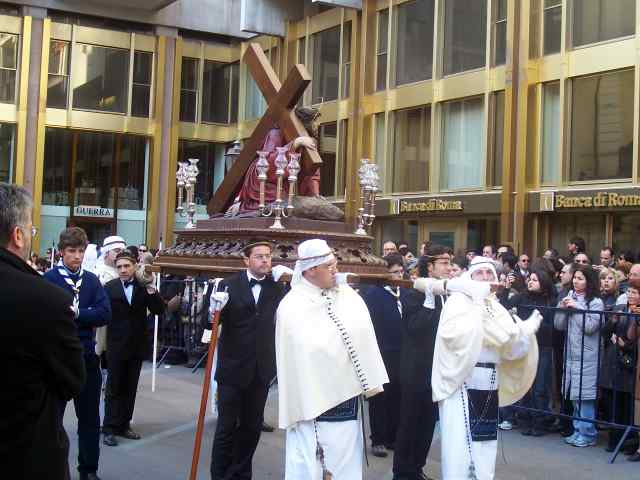
der Sturz
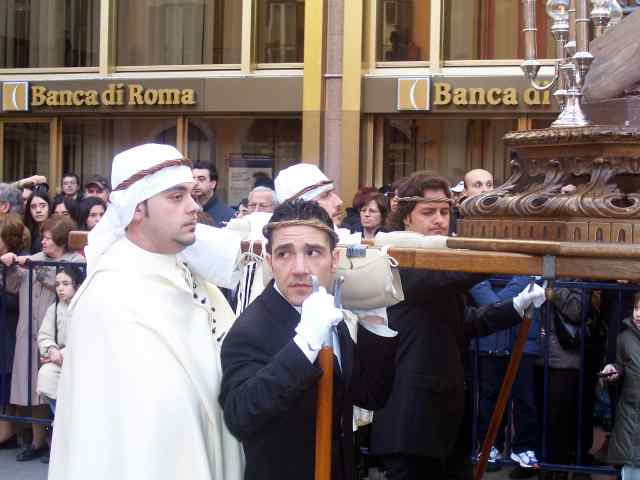
Erschöpfte Statuenträger
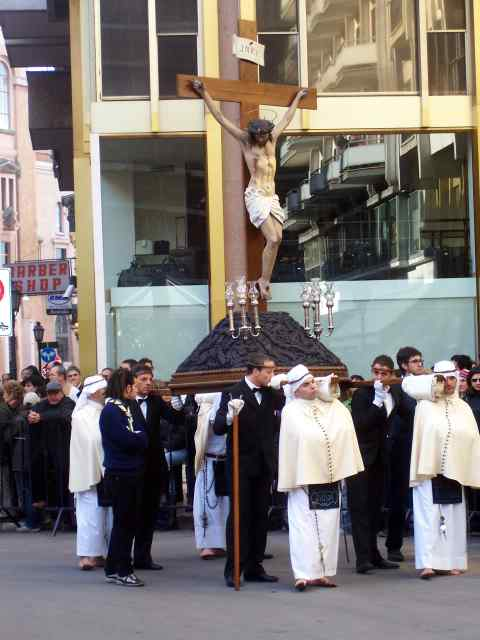
Christus am Kreuz
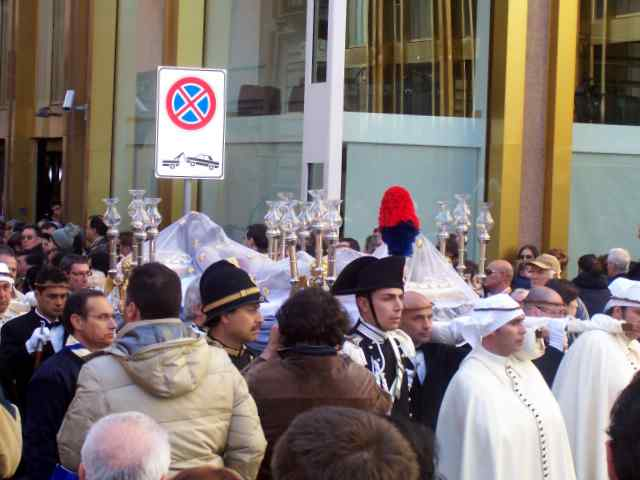
Toter Jesus
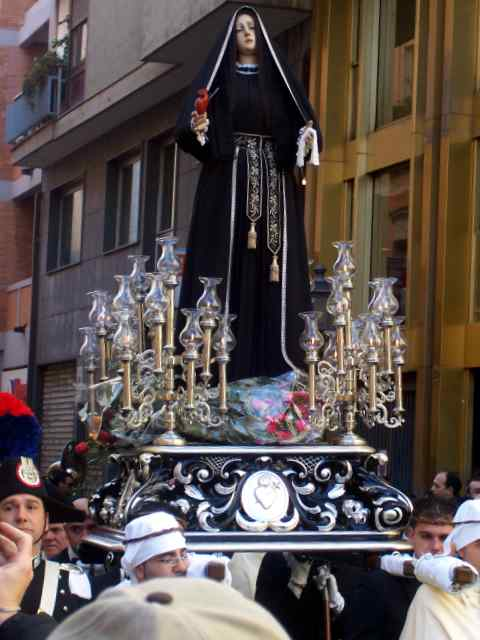
Schmerzensjungfrau
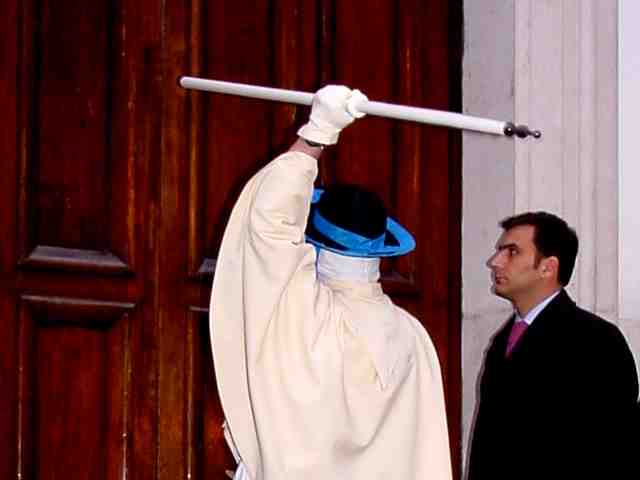
Nach dreimaligem Klopfen wird das Kirchenportal geöffnet